# Evolution (software)
Evolution (denominado Novell Evolution anteriormente) es un gestor libre de información personal y de trabajo en grupo para GNOME, desarrollado originalmente por Ximian. Es una aplicación oficial del entorno GNOME desde la versión 2.8 estable del mismo (disponible desde septiembre de 2004). Combina administración de correo electrónico, calendario, agenda y lista de tareas, Su interfaz gráfica y funcionalidad es equiparable a la de la aplicación Microsoft Outlook. Forma parte del conjunto GNOME Office.
Evolution se encuentra bajo los términos de la licencia GNU Lesser General Public License (LGPL).
Este administrador puede opcionalmente conectarse a servidores Microsoft Exchange usando su interfaz web y un añadido conocido como Ximian Connector.
Existe también un proyecto que permite operar este programa en entornos Microsoft Windows.

## Características
- Servicio de correo electrónico con protocolos POP e IMAP y transmisión de correo electrónico con SMTP.
- Conexión segura a la red, encriptada con SSL, TLS y STARTTLS.
- Encriptación de correo electrónico con GPG y S/MIME.
- Filtros de correo electrónico.
- Búsqueda de directorios, almacenadas de forma similar a la de una carpeta normal de correo electrónico como una alternativa para el uso de filtros.
- Filtro automático de correo electrónico basura con SpamAssassin y Bogofilter.
- Conectividad con Microsoft Exchange Server, Novell GroupWise y Kolab (provistos en paquetes independientes a modo de plug-ins).
- Admite calendarios en archivos de formato iCalendar, así como los estándares WebDAV y CalDAV, además de Google Calendar .
- Administración de contactos con agenda de dirección local, LDAP y Google address books.
- Sincronización vía SyncML con SyncEvolution y sistemas operativos de dispositivos Palm vía gnome-pilot.
- La agenda de Evolution puede ser usada como fuente de información en LibreOffice.
- Un lector de RSS a modo de complemento.

El plug-in Novell GroupWise ya no se encuentra activo. Scalix todavía se encuentra disponible, pero su desarrollo cesó en 2009.

### Servidor de datos de Evolution
Evolution Data Server (EDS) es una colección de librerías y servicios para almacenar contactos e información de calendario. Algunos programas, como California lo emplean.

### Conexión con Microsoft Exchange Server
Dependiendo de la versión de Microsoft Exchange Server se emplee, es necesaria la instalación de diferentes paquetes. La documentación recomienda evolution-ews (que usa Exchange Web Services) para Exchange Server 2007, 2010 o superior. Si este fallase, se aconseja probar el paquete evolution-mapi, el mismo soporta Microsoft Exchange Server 2007, 2010 y probablemente versiones antiguas apoyan MAPI. Para Microsoft Exchange Server 2003, 2000 y versiones anteriores que soportan Outlook Web App se recomienda el paquete evolution-exchange.

## Historia
Ximian decidió desarrollar Evolution en el año 2000. Cayó en el hecho de que al momento, no existían clientes de correo electrónico para Linux lo cual podría proporcionar la funcionalidad y la interoperabilidad necesaria para usuarios corporativos. Ximian vio una oportunidad para Linux de penetrar el entorno corporativo si el software empresarial correcto estaba disponible para él. Se liberó la versión 1.0 de Evolution en diciembre de 2001, ofrecía el plug-in de pago de Ximian que permitía a los usuarios conectarse con Microsoft Exchange Server. Evolution, fue Software libre desde el principio, pero Ximian connector fue vendido como software propietario, de modo que Ximian podría generar ingresos. Esto cambió después de la adquisición de Ximian por parte de Novell en agosto de 2003. Novell decidió integrar el plug-in de Intercambio como Software libre en Evolution 2.0 en mayo de 2004.
Novell fue adquirido por The Attachmate Group en 2011. Eso transfirió a la formación de desarrolladores de Novell a SUSE. En 2012, SUSE decidió retirar la financiación al desarrollo de Evolution y asignó sus desarrolladores a otro lugar. Como consecuencia sólo dos desarrolladores con dedicación exclusiva fueron empleados por Red Hat. Más adelante, en 2013, Red Hat dedicó más desarrolladores al proyecto, revigorizando su desarrollo. Las razones fueron el cese del desarrollo activo de Mozilla Thunderbird y la necesidad de un cliente de correo electrónico con buen soporte para Microsoft Exchange.

## Distribución
Como parte de GNOME, el código fuente de Evolution se encuentra liberado. Las distribuciones Linux proveen paquetes para GNOME para usuarios finales. Evolution es empleado como gestor de información personal por defecto en numerosas distribuciones Linux que usan GNOME por defecto, en especial Debian y Fedora. Por su parte, Ubuntu reemplazó Evolution por Mozilla Thunderbird como su gestor predeterminado desde su versión 11.10, Oneiric Ocelot.

## Adaptaciones inactivas paramacOSy Windows
Anteriormente, Evolution fue importado a Apple macOS y Microsoft Windows, pero estos puertos ya no se encuentran en desarrollo.
En 2006, Novell liberó un instalador para Evolution 2.6 en macOS. En enero de 2005, Novell Nat Friedman anunció en su blog que la compañía había contratado a Tor Lillqvist, el programador que adaptó GIMP a Microsoft Windows, para hacer lo mismo con Evolution. Antes de este anuncio, varios proyectos con el mismo objetivo habían comenzado, pero ninguno de ellos alcanzó su versión alpha. En 2008 DIP liberaró un instalador para Windows de la versión 2.28.1-1 de Evolution para Microsoft Windows XP y superior. Actualmente se encuentra disponible para su descarga en SourceForge.
Recientemente se liberó una versión de prueba de un instalador de Evolution 3.0.2 provisto por openSUSE, pero los usuarios experimentaron dificultades con la misma.